# مسجد جامع

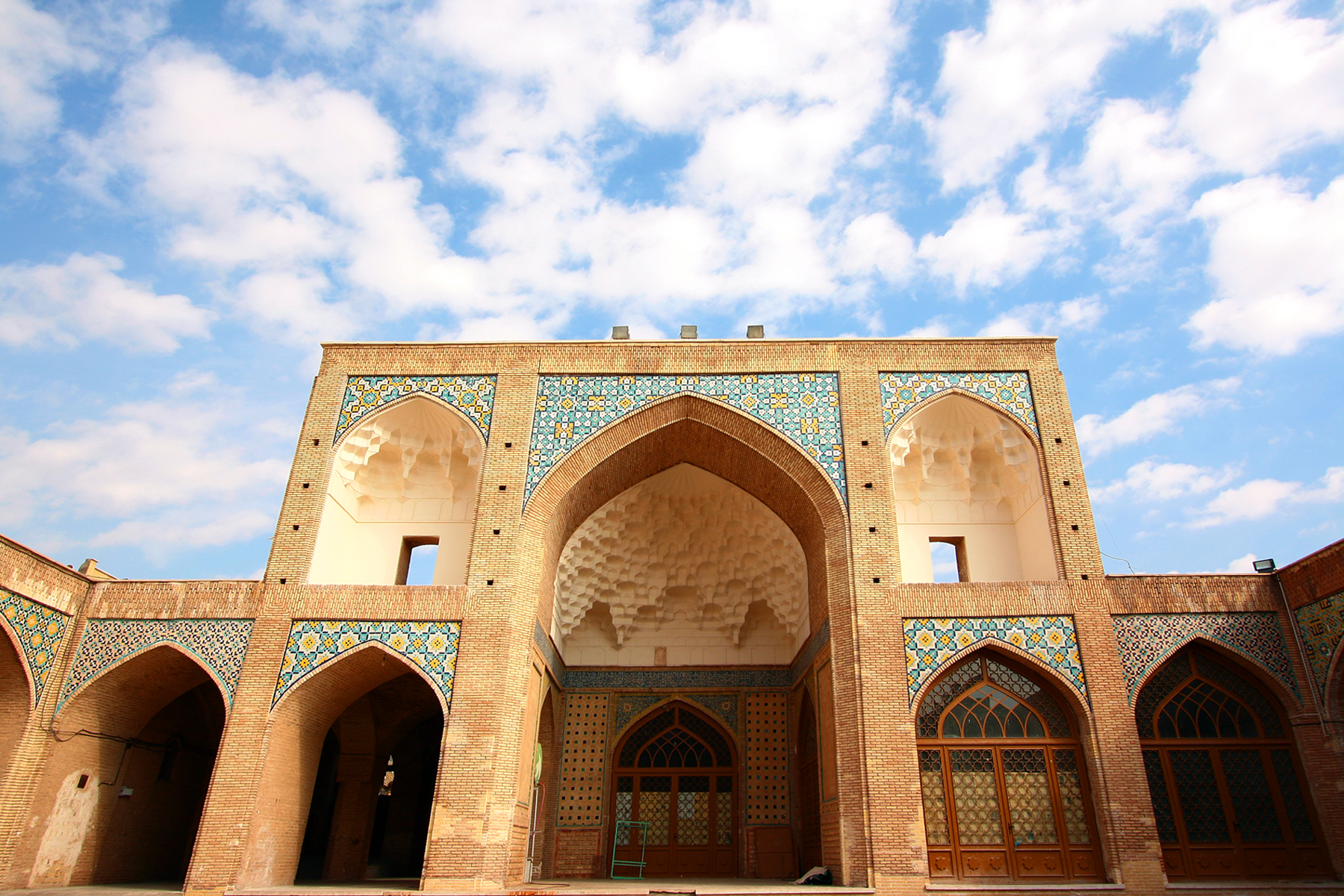
تصویری از مسجد جامع قم

مسجد جامع، در معماری دوره اسلامی ایران، به مسجدی گفته می‌شده که در هر شهر برای گردهمایی مردم توسط حاکمان تأسیس می‌شده و نمازهای گروهی مهم مانند نماز جمعه و نماز عید در آن اقامه می‌شده‌است و به همین علت در مقیاس بزرگ‌تر ساخته شده‌است.
مسجد جامع عبادتگاه مسلمانان، مکان گردهمایی‌های سیاسی، اجتماعی و آموزشی آن‌ها و مرکزی برای برگزاری مراسم‌های مذهبی است. جامع در لغت به معنای پیوستن اجزا و گرد آمدن است. ترکیب دو واژهٔ مسجد و جامع به صورت «المسجد الجامع» یعنی مسجدی که برای برگزاری نماز و به ویژه نماز جمعه در نظر گرفته شده‌است و اما «مسجد الجامع» را می‌توان مانند: امر و یوم در نظر گرفت. مسجد جامع در مرکز شهر و در واقع در بخش‌های اصلی بنا می‌شود و نباید آن را با مصلی، مسجد کبیر و مسجد اعظم یکی دانست. در واقع مکان روبازی است که در خارج از شهر ساخته می‌شود و نمازهای عید قربان و فطر در آن برگزار می‌شود. مسجد جامع به این خاطر به این نام خوانده می‌شود که محل برپایی نمازهای جمعه بوده و بزرگی و وسعت آن هیچ دخلی در نامش نداشته. در گذشته مساجدی بود که نمازهای جمعه در آن برپا نمی‌شد اما بزرگی و عظمت خاص خود را داشت که به همین خاطر این مساجد پس از مسجد جامع در درجهٔ دوم قرار می‌گرفتند.
پیش از ظهور اسلام، اعراب عربستان برای مذاکرات قبیله‌ای، گرد آمدن قبایل، رئیسان و مناسبات دیگر در مکانی به نام سَقیفه گرد می‌آمدند و در مکه به آن «دارالنُدوه» می‌گفتند اما پس از ظهور اسلام، محمد مسجدی را پایه‌گذاری کرد که «مسجد النبی» نام گرفت و پس از ورود نو مسلمانان به شهر و افزایش جمعیت، محمد اجازه داد مساجد دیگری هم در شهر ساخته شود. پس مسجد النبی، مقر رئیس حکومت و مسجد اصلی بود و دیگر مساجد برای عبادت و تعلیم انتخاب شده‌بودند. احتمال دارد واژهٔ مسجد جماعت برای اولین بار توسط عمر به کار برده شده‌باشد چرا که روایتی از وی نقل شده که نماز جماعت و مستحبی بر حج عمره و مستحبی برتری دارد و در دوران علی بن ابی طالب نیز به مسجد کوفه، مسجد جامع می‌گفتند و از علی بن ابی طالب هم روایتی است که اعتکاف باید در مسجد جامع برگزار شود؛ پس احتمالاً از همان دوران خلفای راشد برای مسجد اصلی شهر این نام را برگزیدند. در فتوحات اولیهٔ، مساجد را بسیار کوچک و به همان شیوهٔ مسجد النبی می‌ساختند؛ در واقع آن‌ها معتقد بودند هیچ چیز مثل مسجد نمی‌تواند وحدت مسلمانان را حفظ کند. مساجد اولیه با سقفی به وسیلهٔ حصیر و چوب پوشانده می‌شد و دیواری گلی آن را در بر می‌گرفت. به مرور زمان و با گسترش شهرها، مساجد تغییر شکل دادند. معماران ایرانی از خشت و آجر برای ساخت دیوارها و سقف استفاده کردند؛ به مرور زمان ایوان‌ها، طاق‌های چشمه‌ای، جرزها، ستون‌ها و… اضافه شد.

## کاربردها
- گردهم آیی: از کاربردهای اصلی مسجد جامع گرد هم آوردن ساکنان یک شهر برای ارتباط با حاکمان بوده‌است. بر خلاف سایر مسجدها، مسجد جامع تنها محل برگزاری نمازهای روزانه نبوده بلکه بیشتر جایی برای اطلاع‌رسانی حاکمان به مردم بوده‌است.
- نماز جمعه: بنابر فقه اسلامی، هر شهر معمولاً تنها یک مکان برای برگزاری نمازجمعه دارد و از همین روی مسجدهای جامع که دارای فضای بزرگ‌تر بوده‌اند جایگاه برپایی نماز جمعه هم بوده‌اند.
- نماز عید: نمازهای دو عید بزرگ مسلمانان یعنی نماز عید فطر و نماز عید قربان در مسجدهای جامع برپا می‌شده‌است.

## مسجد جامع در ایران

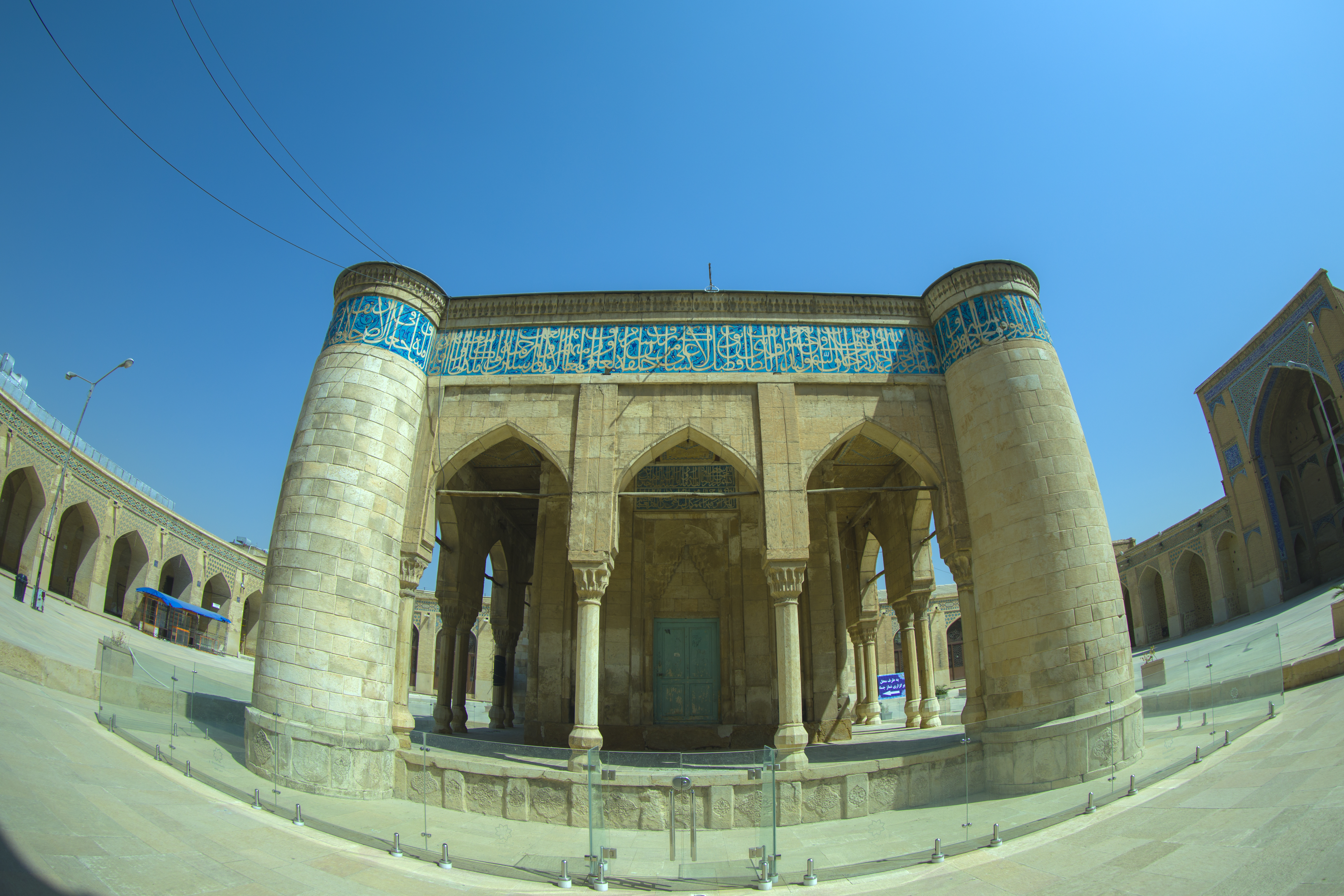
مسجد جامع عتیق شیراز

در ایران به مسجد جامع، مسجد جمعه و مسجد آدینه هم گفته می‌شود. می‌توان گفت که تمام شهرهای ایران، مسجدی با نام مسجد جامع دارند. از مساجد جامع شهرهای ایران می‌توان به مسجد جامع ابرکوه و مسجد جامع کبیر یزد به لحاظ منحصر به فرد بودن معماری و مسجد جمعه اصفهان به لحاظ سابقه تاریخی (آتشکده زرتشتیان) و منحصر به فرد بودن معماری و مسجد جامع خورموج به لحاظ قدمت و برگزاری انواع مراسم مذهبی و کثرت حضور مسلمانان و عزاداران در مراسم اشاره نمود. مسجد جامع بروجرد نیز بر روی آتشکده باستانی بنا شده‌است و قدیمی‌ترین مسجد در غرب ایران است.
لیستی از مساجد جامع در ایران
| ردیف | نام مسجد              | شهر      |
| ---- | --------------------- | -------- |
| ۱    | مسجد جامع اصفهان      | اصفهان   |
| ۲    | مسجد جامع کرمان       | کرمان    |
| ۳    | مسجد جامع ابرکوه      | ابرکوه   |
| ۴    | مسجد جامع عتیق        | شیراز    |
| ۵    | مسجد جامع بازار تهران | تهران    |
| ۶    | مسجد جامع زنجان       | زنجان    |
| ۷    | مسجد جامع اردکان      | اردکان   |
| ۸    | مسجد جامع تون         | فردوس    |
| ۹    | مسجد جامع بروجرد      | بروجرد   |
| ۱۰   | مسجد جامع شوشتر       | شوشتر    |
| ۱۱   | مسجد جامع شهرکرد      | شهرکرد   |
| ۱۲   | مسجد جامع خوزان       | خمینی‌شهر |
| ۱۳   | مسجد جامع خرمشهر      | خرمشهر   |
| ۱۴   | مسجد جامع خورموج      | دشتی     |
| ۱۵   | مسجد جامع قائن        | قائنات   |
| ۱۶   | مسجد جامع یزد         | یزد      |
| ۱۷   | مسجد جامع سمنان       | سمنان    |
| ۱۸   | مسجد جامع اردستان     | اصفهان   |
| ۱۹   | مسجد جامع اسیر        | اسیر     |

## تصاویر

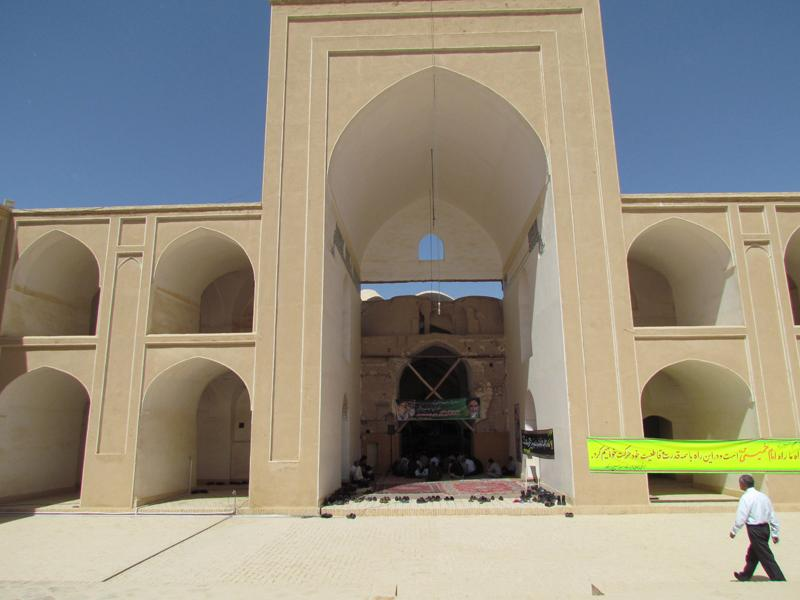
مسجد جامع ابرکوه
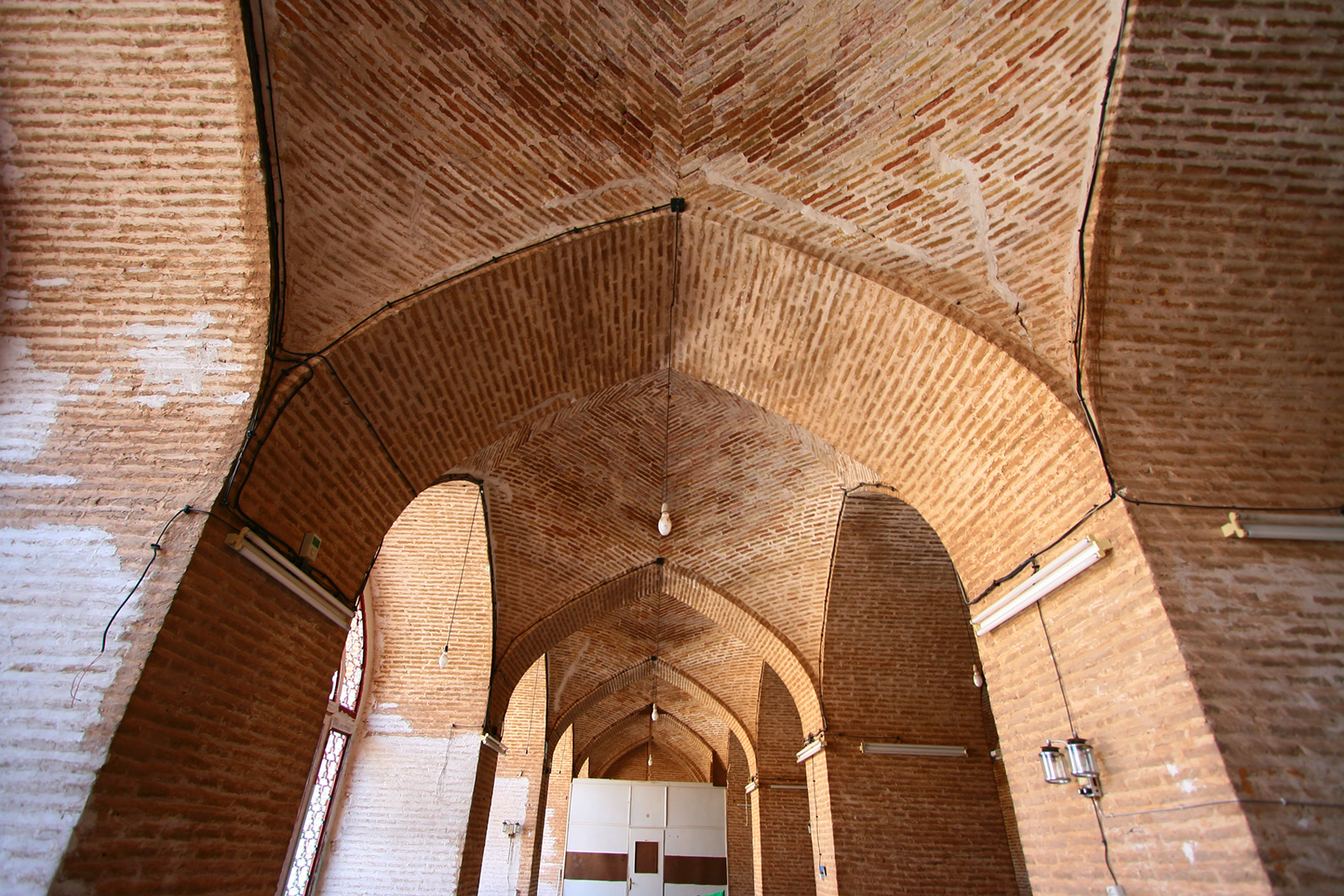
مسجد جامع قم
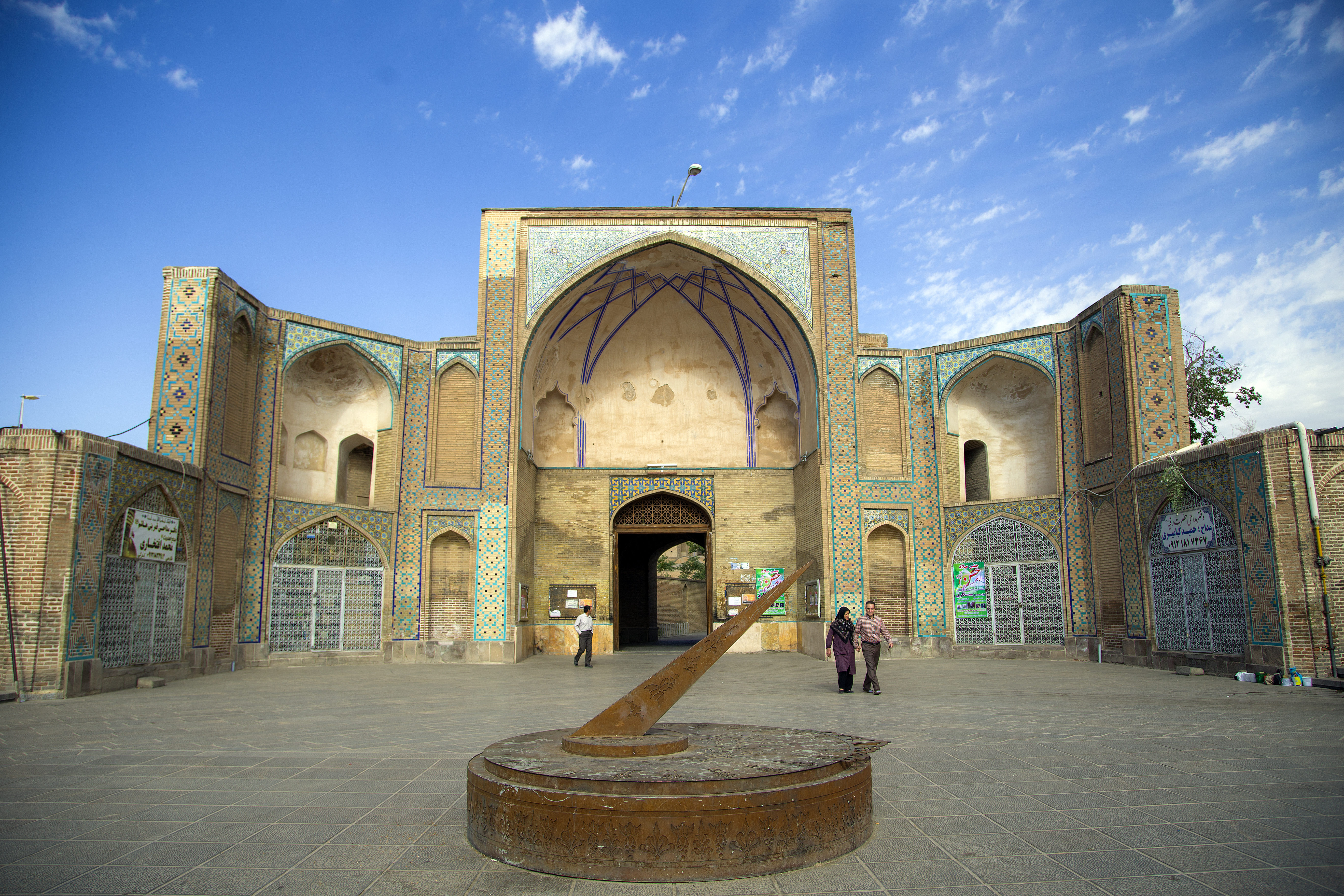
مسجد جامع قزوین
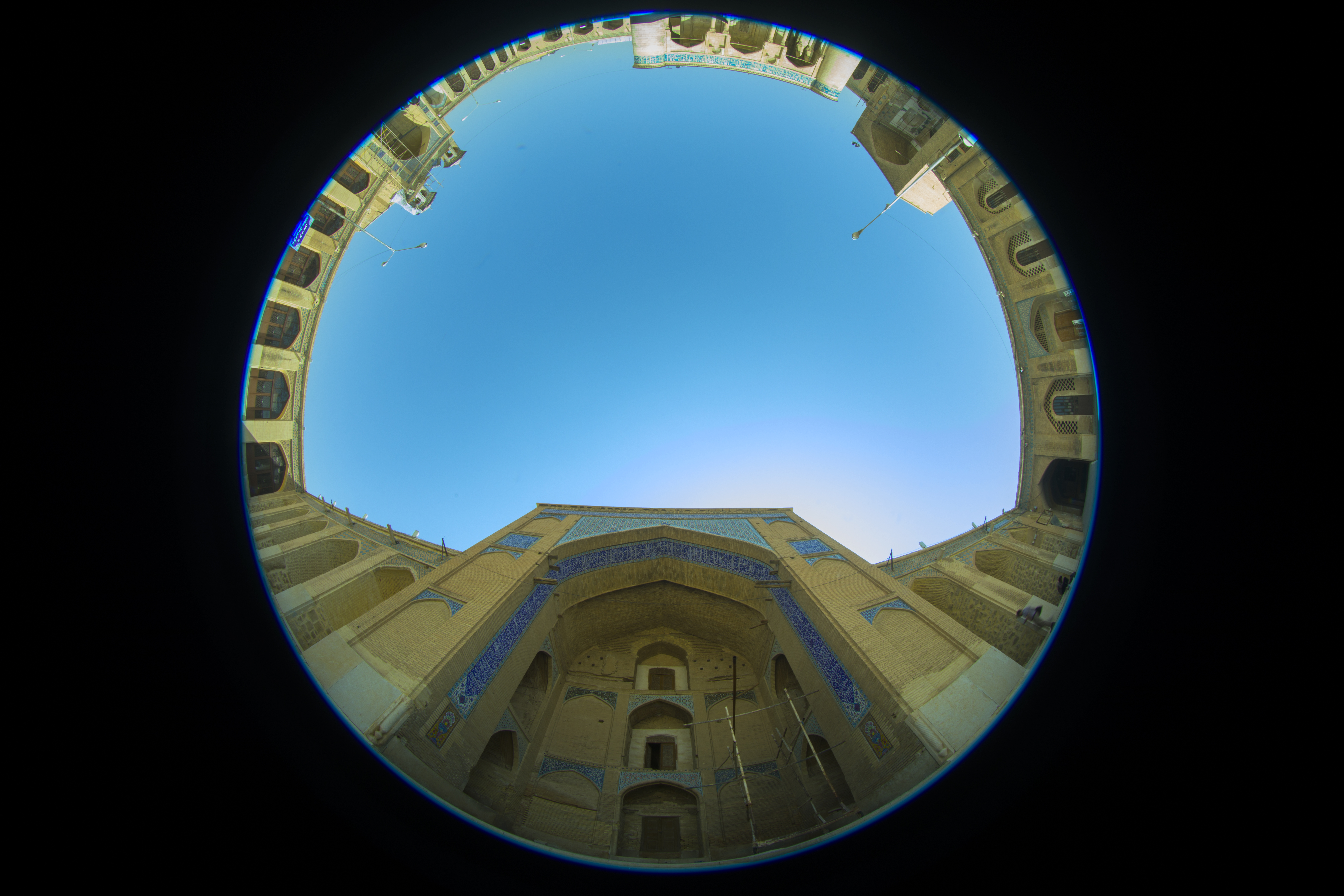
نمای کروی از مسجد جامع عتیق شیراز
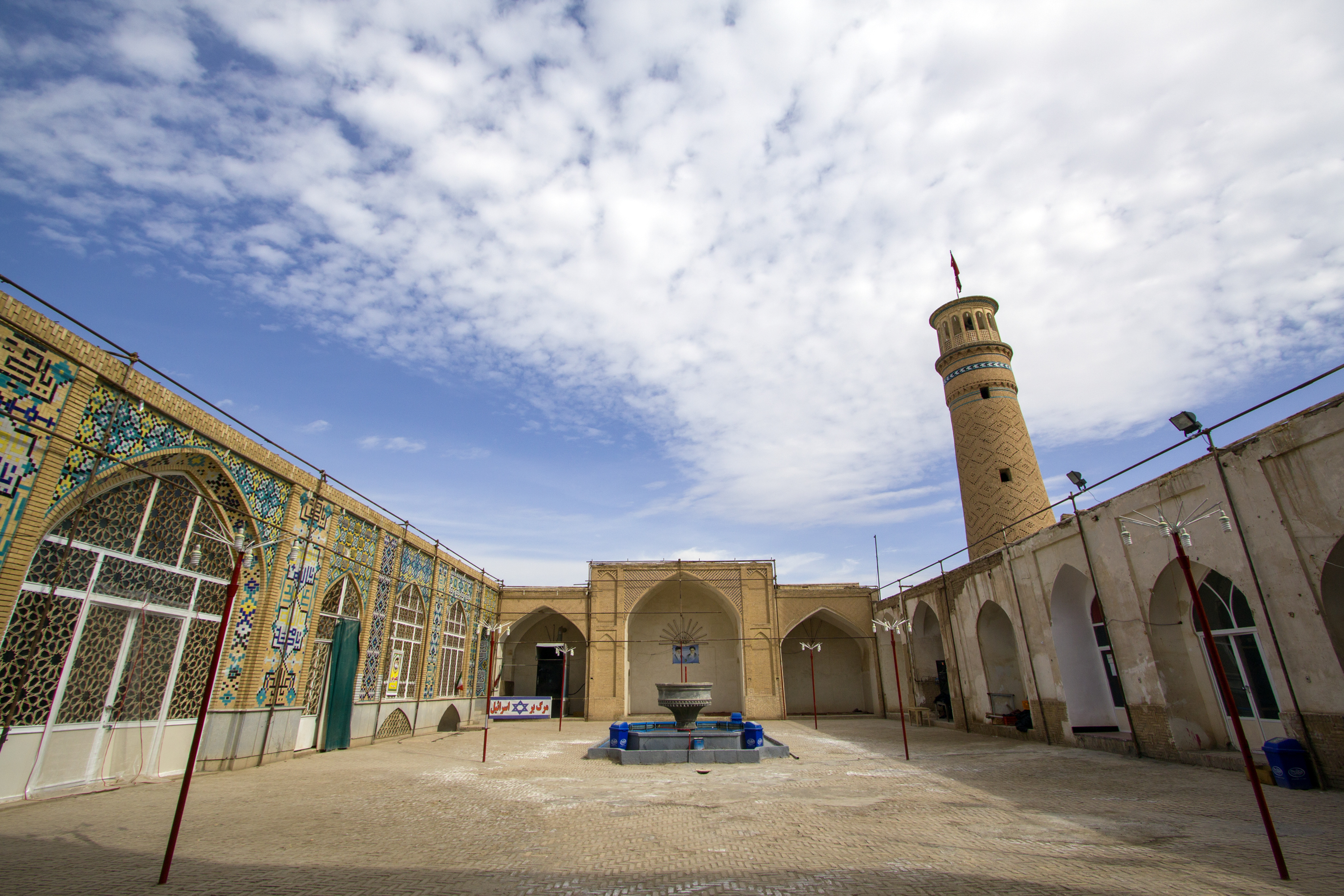
مسجد جامع کاشان
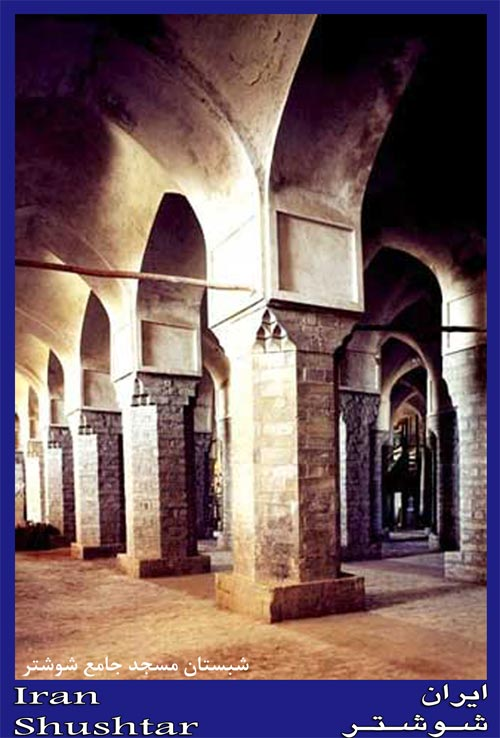
مسجد جامع شوشتر
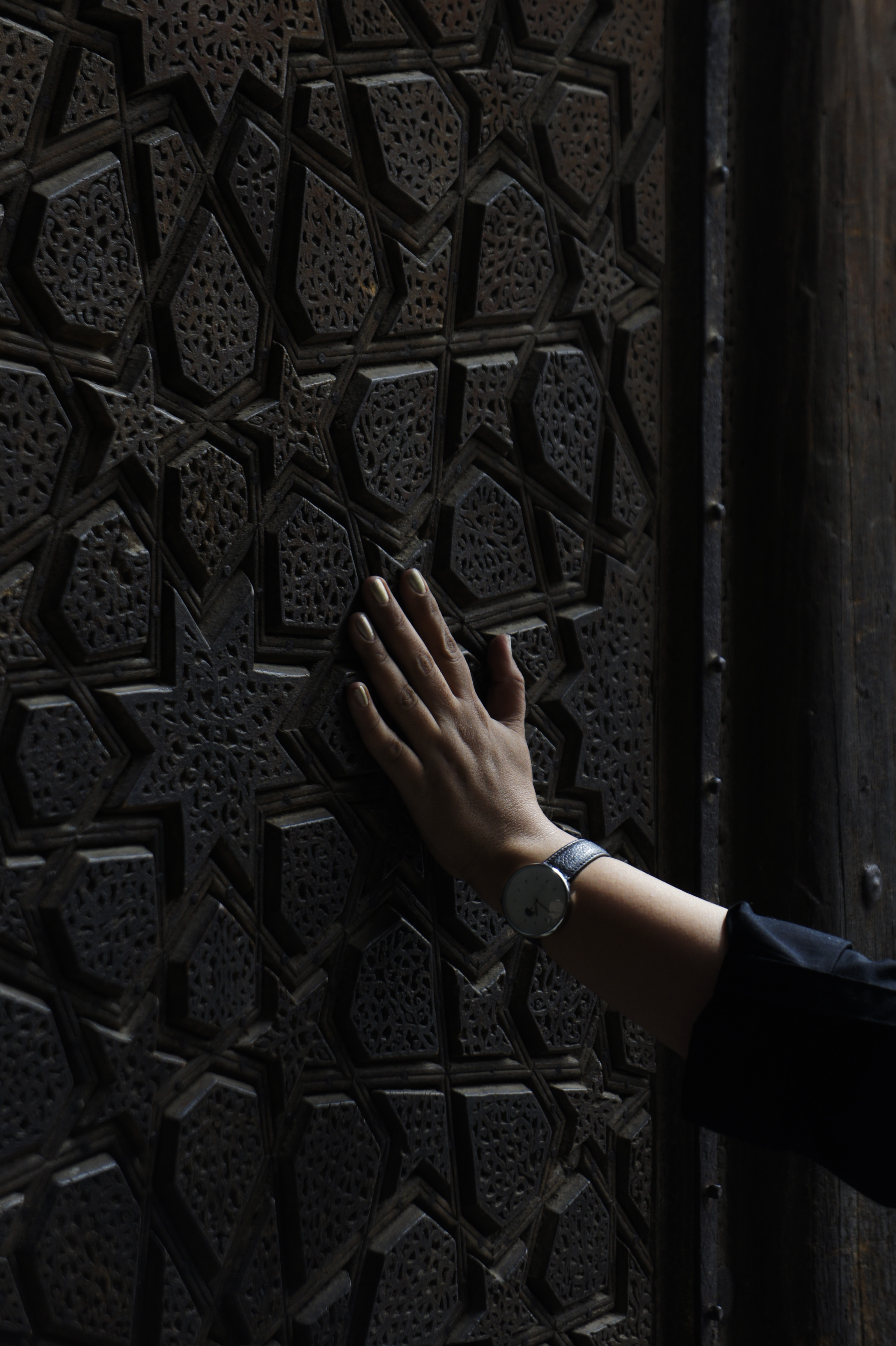
درِ ورودی مسجد جامع اردکان
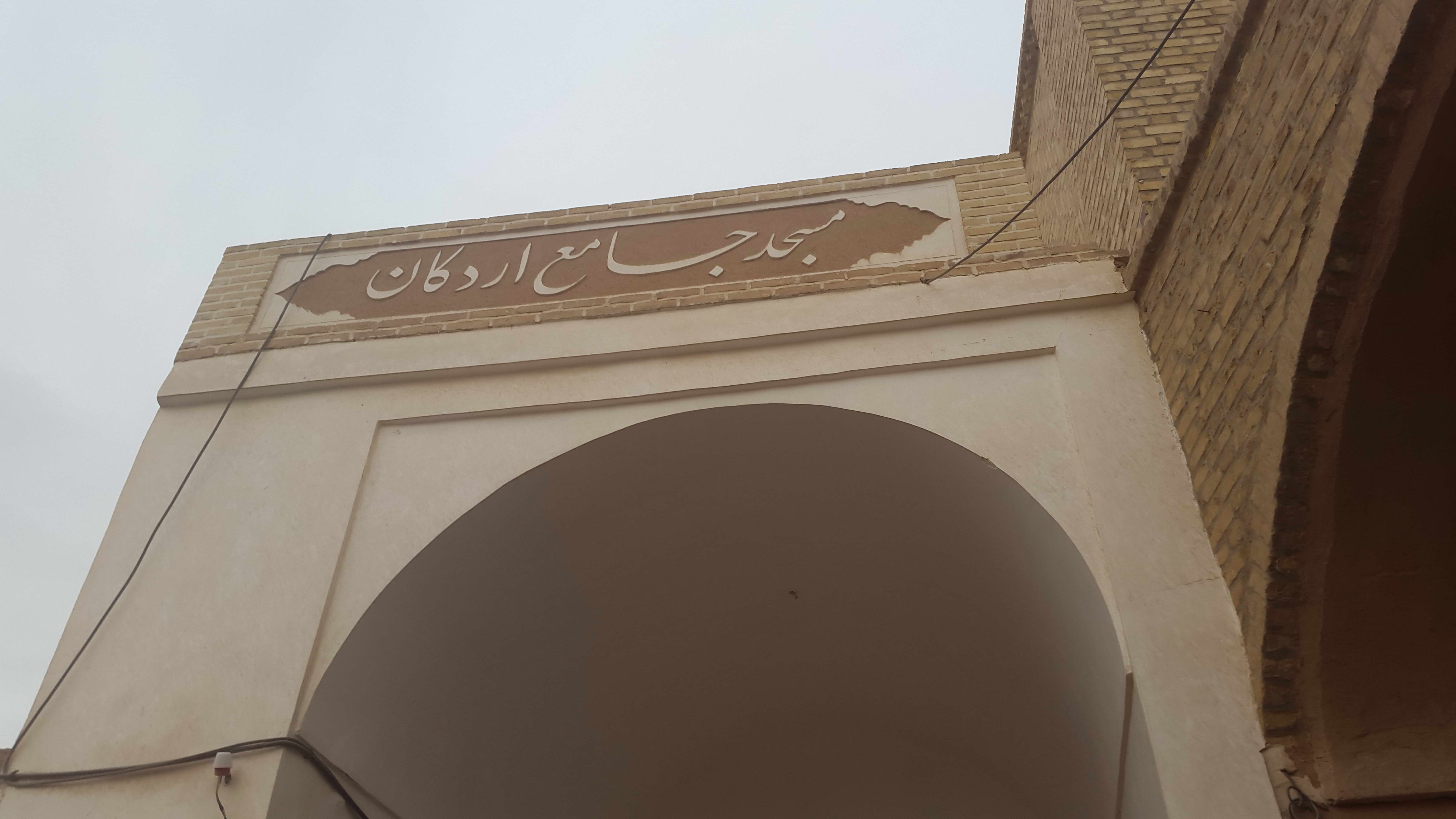
مسجد جامع اردکان
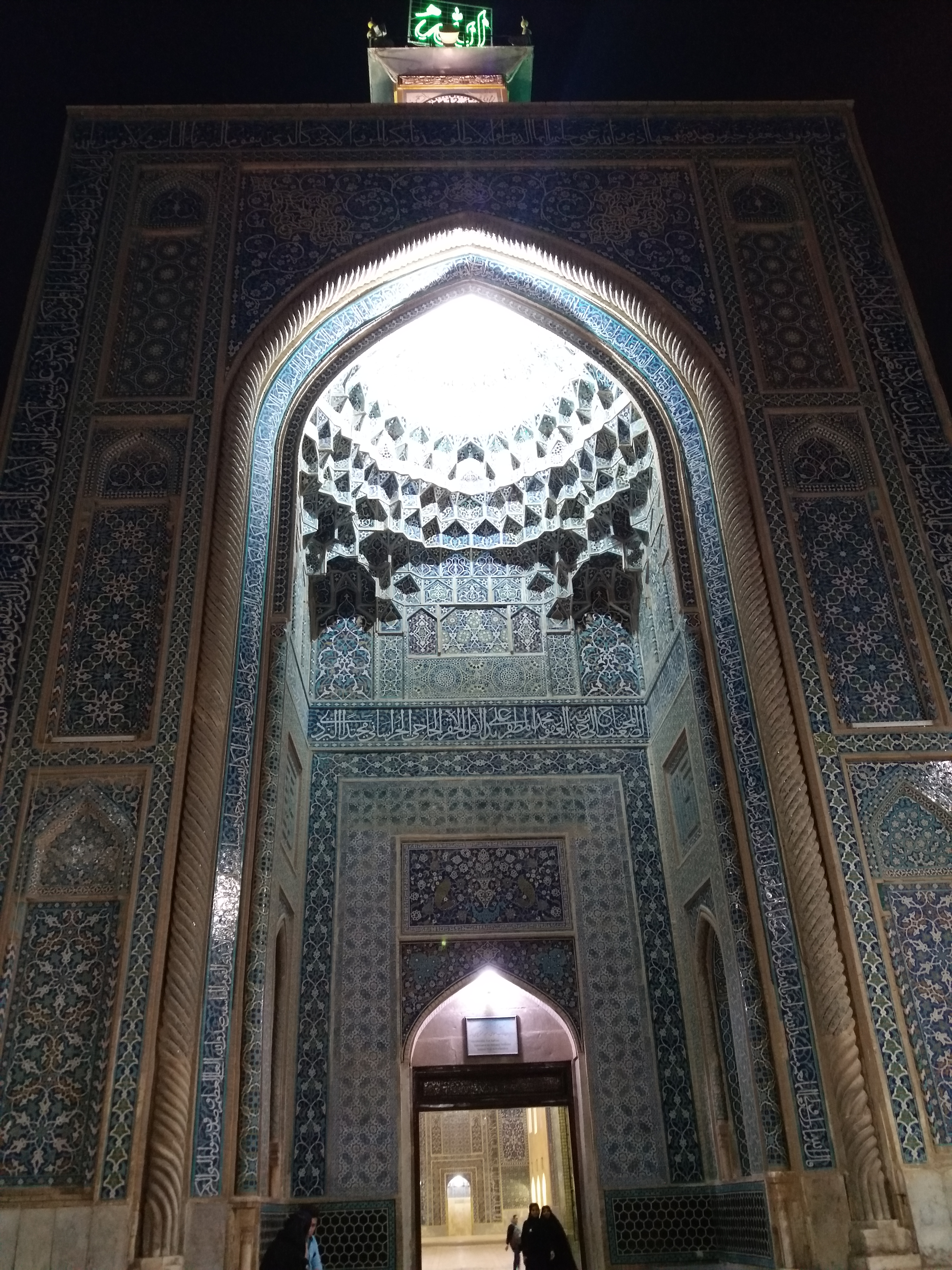
مسجد جامع مظفری کرمان
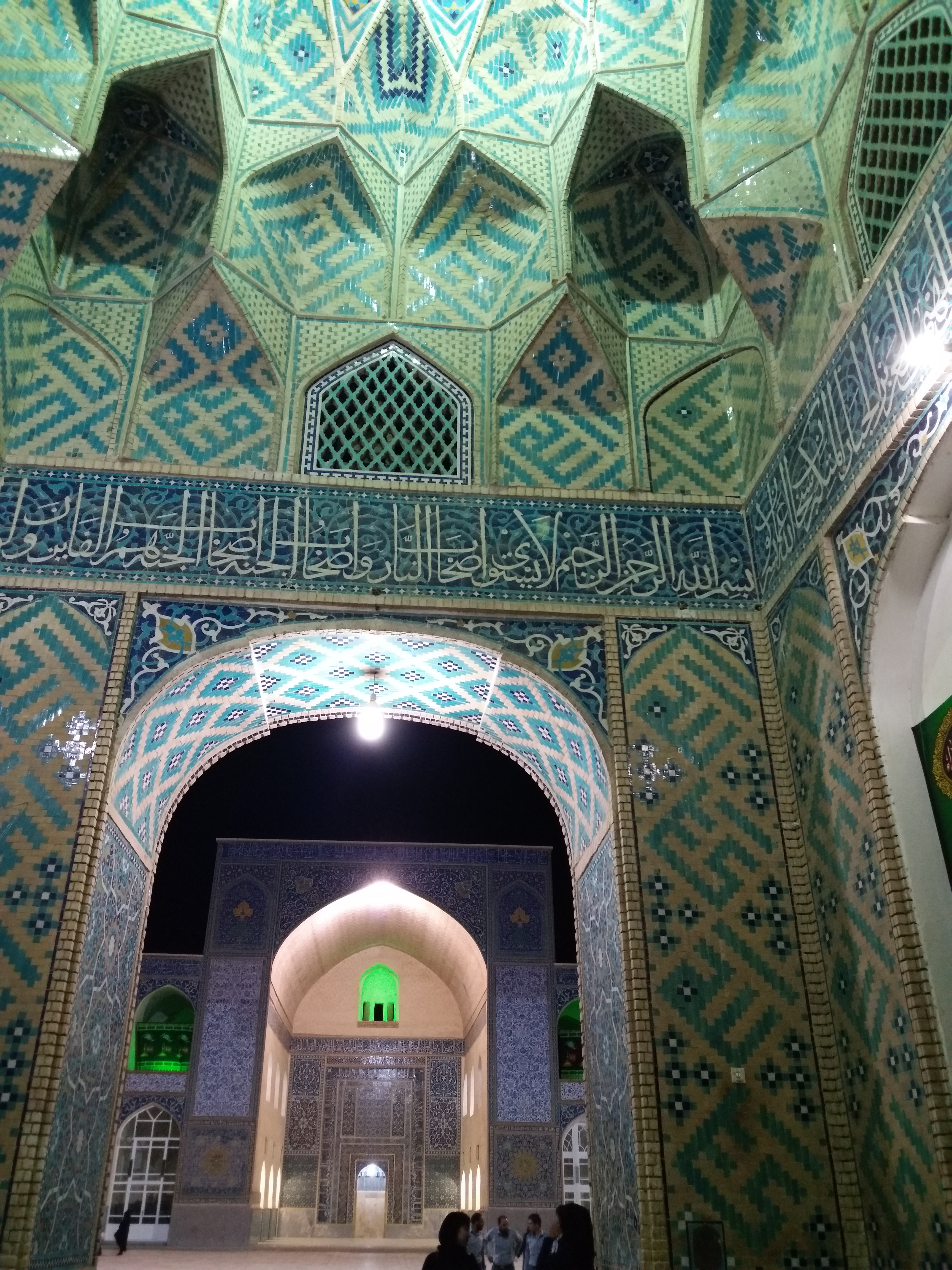
مسجد جامع مظفری کرمان
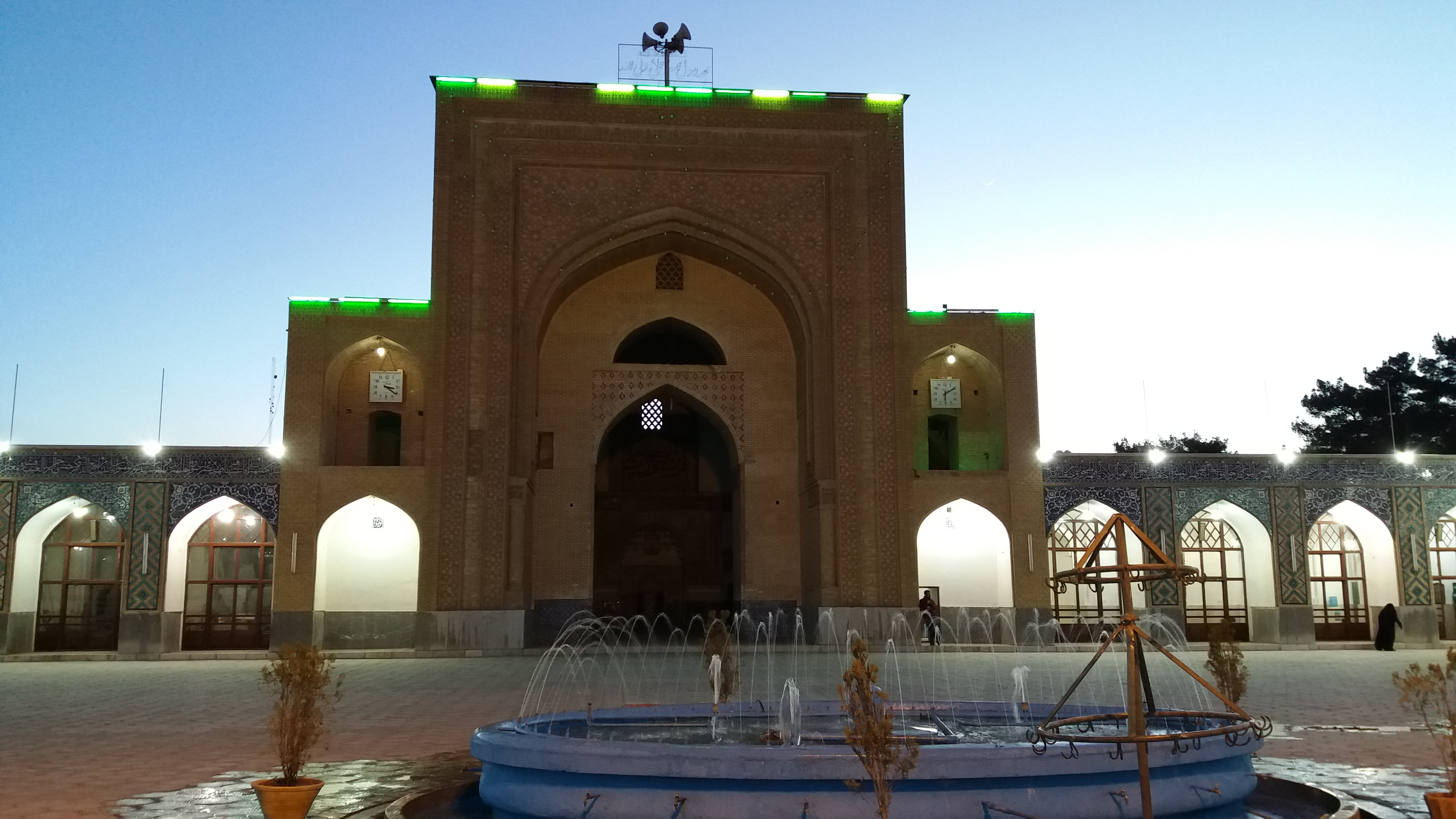
مسجد جامع ملک کرمان
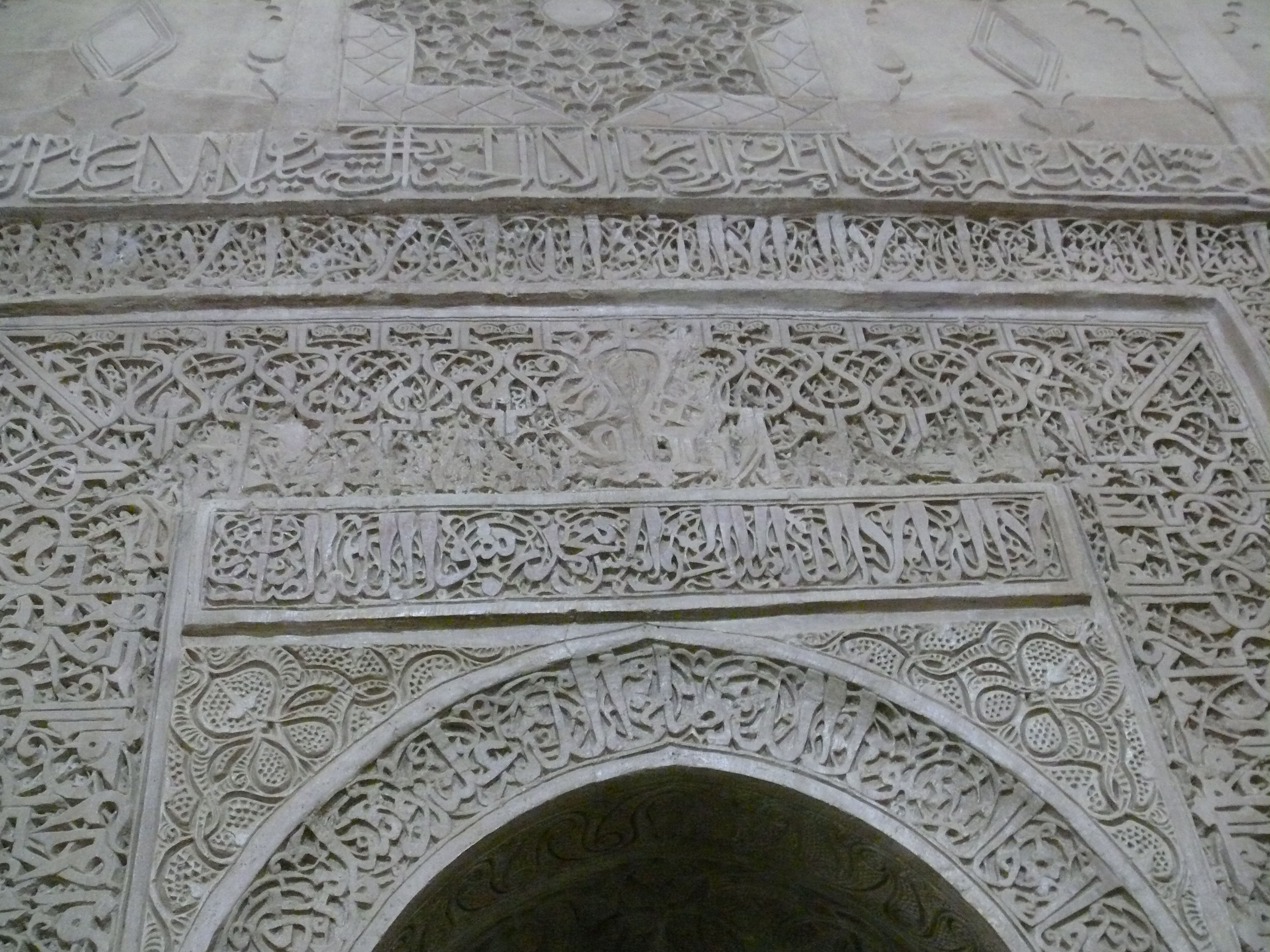
آجرکاری‌های مسجد جامع نیریز
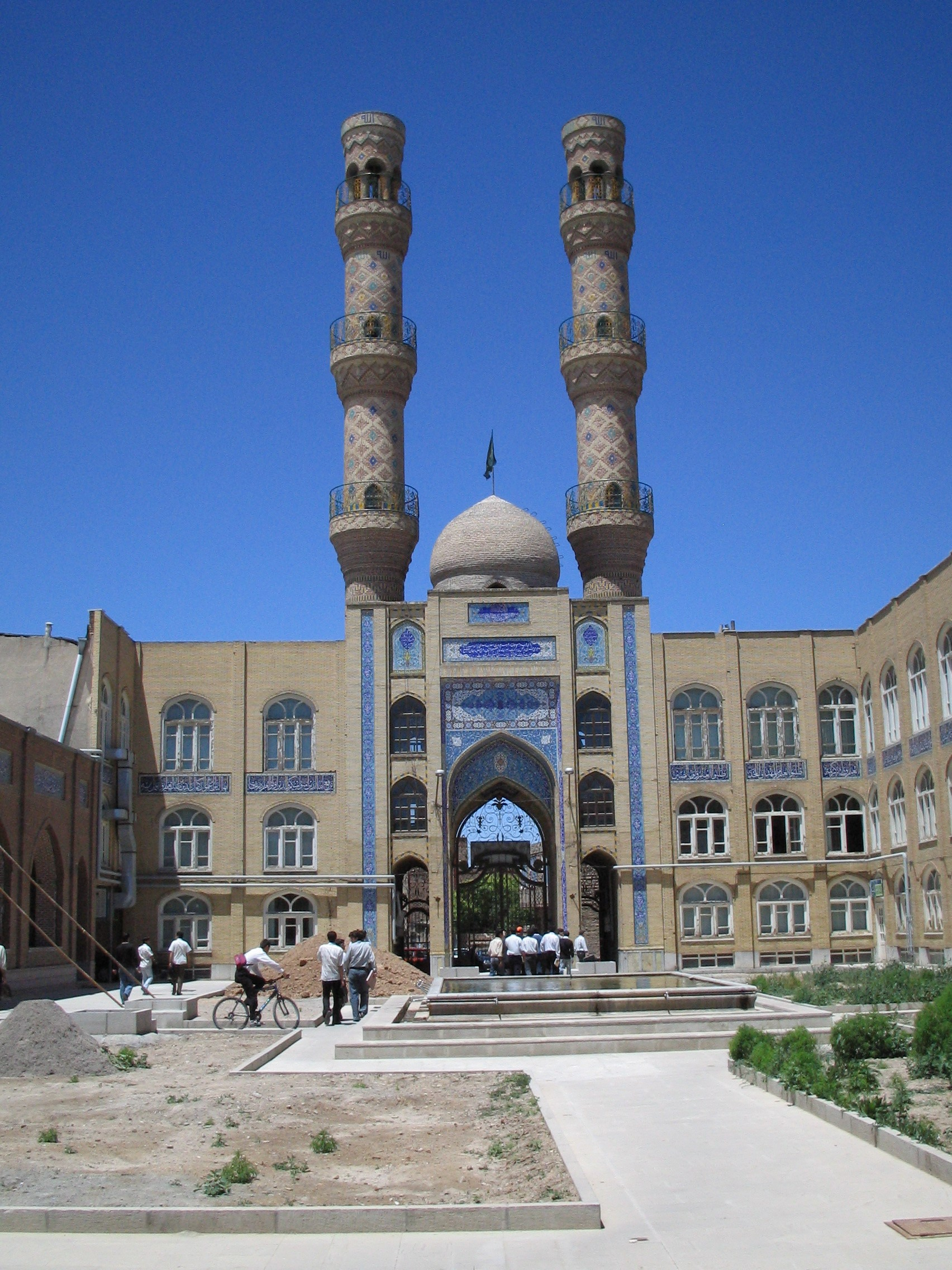
مسجد جامع تبریز
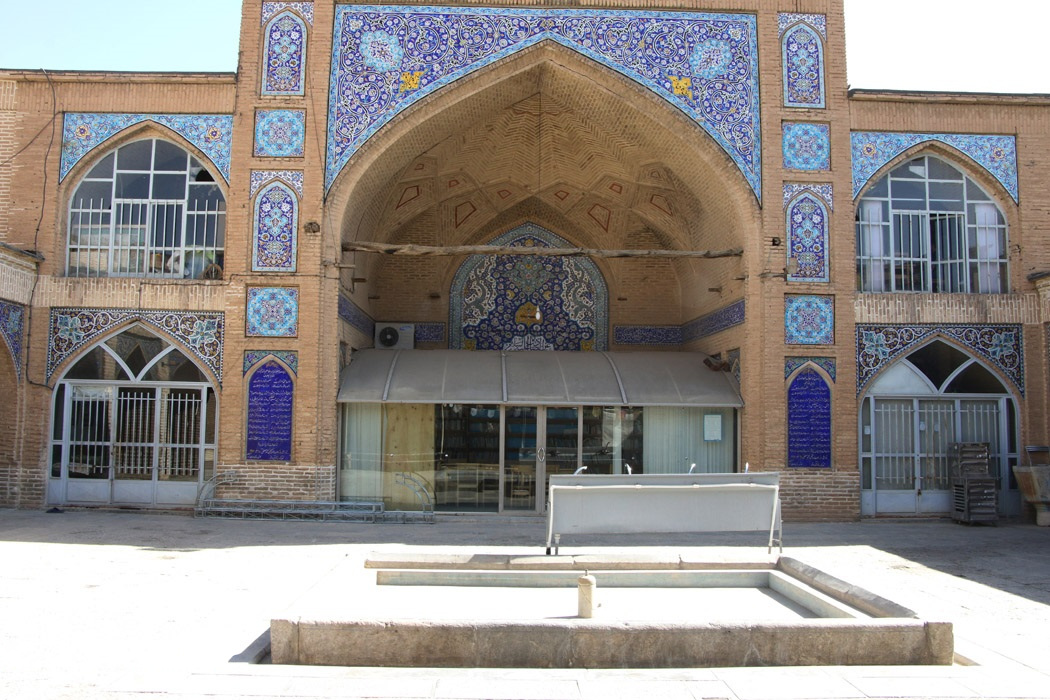
نمایی از ایوان جنوبی مسجد جامع شهرکرد
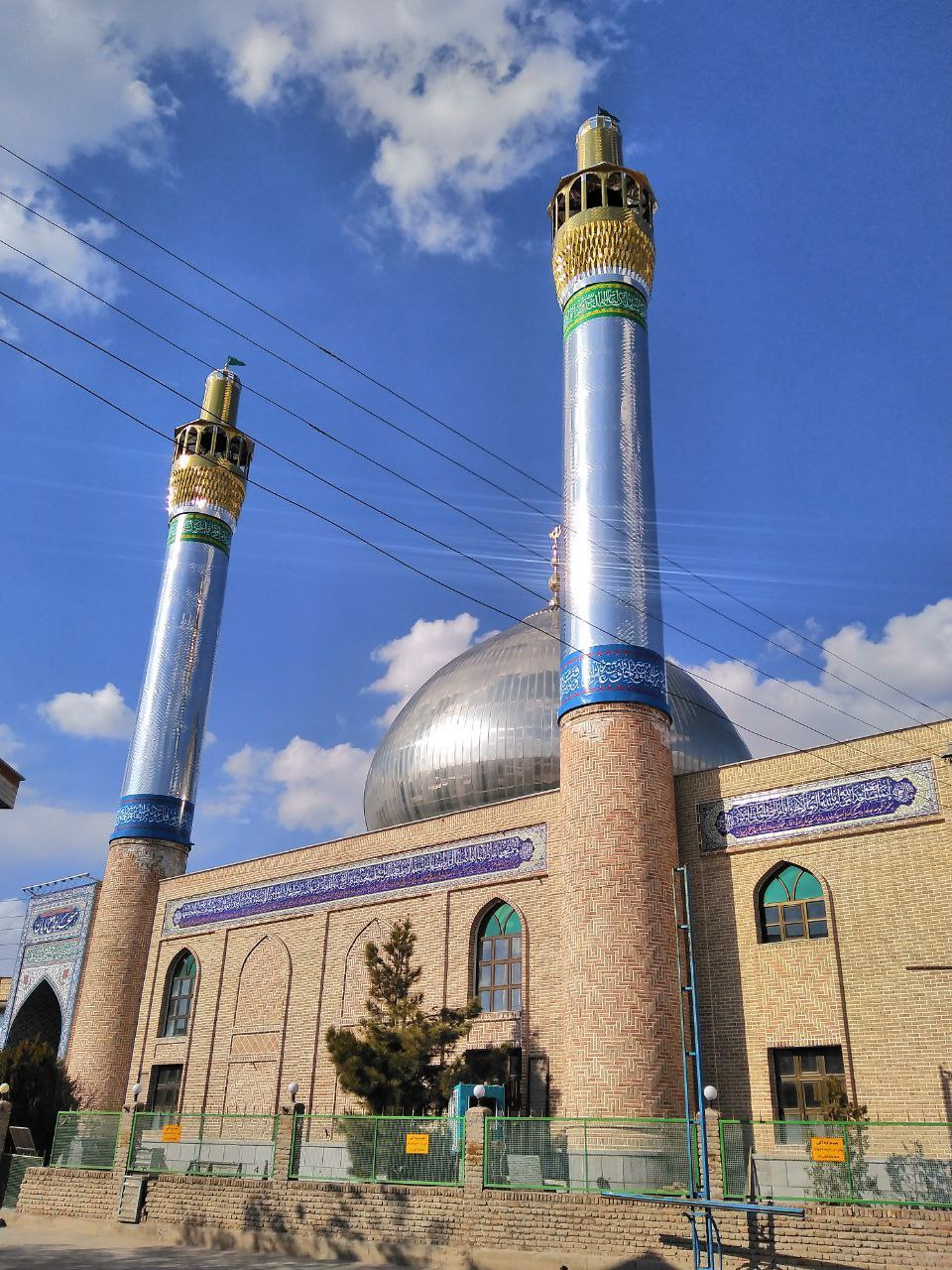
مسجد جامع مایان تبریز
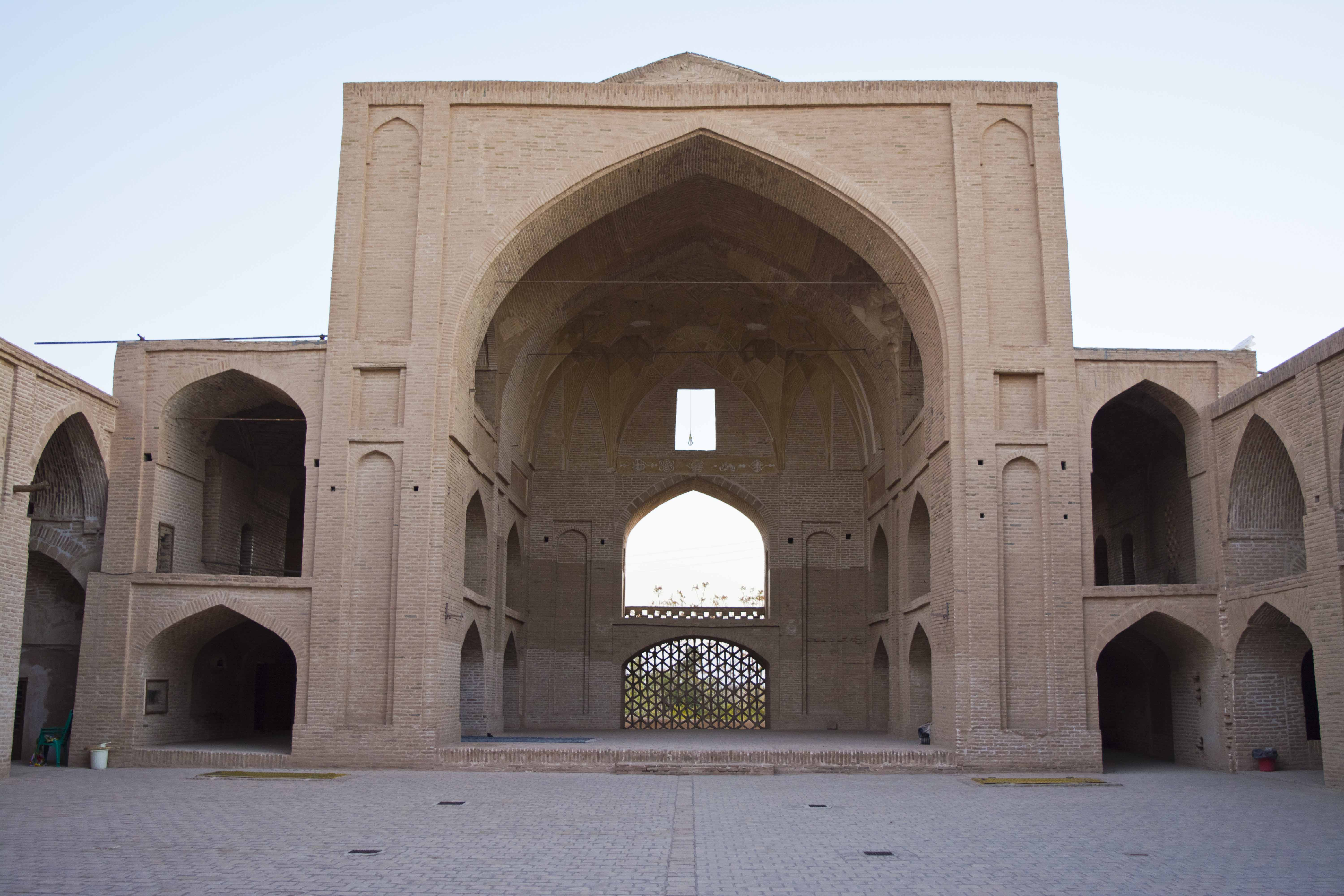
ایوان شمالی مسجد جامع اردستان
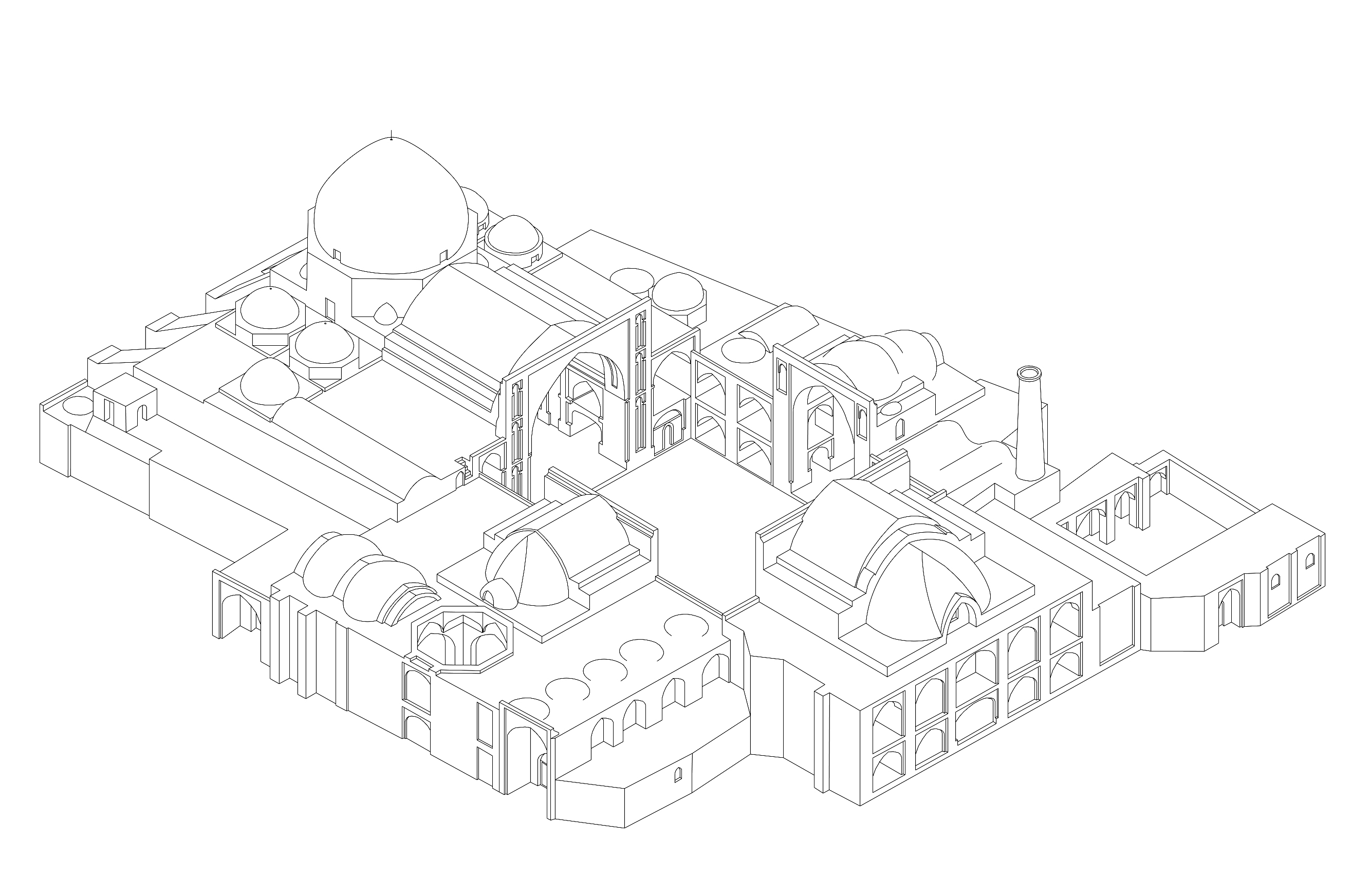
مسجد جامع اردستان-پرسپکتیو ایزومتریک